# Veien frem
Veien frem (norwegisch: Der Weg nach vorn) war eine norwegische politisch-literarische Zeitschrift. Sie erschien von 1936 bis 1937 und wurde von Nordahl Grieg herausgegeben. Die Zeitschrift kämpfte als Teil der Volksfrontbewegung für eine Vereinigung aller antifaschistischen Kräfte. Zu den Autoren zählten u. a. Martin Andersen Nexø, Louis Aragon, Bertolt Brecht, Ilja Ehrenburg, Thomas Mann, Ludwig Renn und Anna Seghers. Die Zeitschrift musste aus wirtschaftlichen Gründen eingestellt werden, aber 1947 gab Odd Hølaas einen Sammelband mit Texten aus der Zeitschrift heraus.

## Quelle
- Horst Bien: Veien frem. In: Herbert Greiner-Mai (Hg.): Kleines Wörterbuch der Weltliteratur. VEB Bibliographisches Institut Leipzig 1983. S. 122.